# 杉浦敏介
杉浦 敏介（すぎうら びんすけ、1911年11月13日 - 2006年1月27日）は日本の実業家。元日本長期信用銀行（現SBI新生銀行）頭取。日韓経済協会第三代目会長。

## 来歴・人物
東京市下谷区に杉浦倹一・とし夫妻の次男として生まれる。杉浦家は江戸時代、幕臣であった。東京高等学校を経て、東京帝国大学法学部卒業後の1935年、日本勧業銀行（現みずほフィナンシャルグループ）に入行。日本勧業銀行の権力闘争に敗れた濱口巌根とともに、1952年に設立された長銀創立に参加。専務、副頭取を経て1971年5月から1978年6月まで頭取。その後は会長、相談役最高顧問などを務めた。
会長時代も含め20年近くも経営トップの座に君臨し、「長銀中興の祖」、「長銀のドン」と呼ばれた。在職中、リース・不動産・流通といった新興企業へ積極的な貸出姿勢をとったが、これらの企業への貸出はバブル崩壊後ことごとく不良債権化した。特に、杉浦が中心となって進めたイ・アイ・イ・インターナショナルに対する融資3,800億円がこげ付いたことは、長銀の経営破綻の大きな原因となった。その後、道義的責任を問われるが本人はこれを否定し続けた。しかし、周囲の勧めもあり、自宅を売却して退職金（総額9億円）の一部として2億円を返還した。
2006年1月27日、急性心筋梗塞のため東京都内の自宅で死去。94歳没。

## 家族
- 父・杉浦倹一（1877年生） ‐ 官僚。幕臣・杉浦譲三の長男に生まれ、東京帝国大学英法科卒業後、文官高等試験に合格し、大蔵省専売局などを経て、関東都督府参事官などを務め、帰国後、1907年に専売局に戻り、1918年同局長心得、1920年に南満洲鉄道理事となり、1924年日本勧業銀行理事、1934年極東練乳株式会社監査役、1938年東洋葉煙草社長などに就任した[3][4]。
- 兄・杉浦俊介（1909-1997） ‐ 三菱信託銀行などを経て1954年取締役として日本出版販売に入社し、社長、会長を務めた。岳父に山本英輔
- 弟・杉浦堅介‐ 三菱銀行役員、三菱自動車工業副社長。妻は日比谷平左衛門の孫。
- 妹・梅子 ‐ 夫の国友弘康は運輸省自動車局長、東武鉄道常務[5]
- 妻・千寿子 ‐ 原嘉道の孫
- 義叔父・黒田英雄 ‐ 父の妹の夫[6]